# Steve Cooper
Steve Cooper (Pontypridd, 10 dicembre 1979) è un allenatore di calcio ed ex calciatore gallese, di ruolo difensore.

## Biografia
Cooper nasce a Pontypridd, in Galles, e cresce nella vicina cittadina di Hopkinstown. Suo padre è l'ex arbitro gallese Keith Cooper.

## Carriera

### Giocatore
Inizia a muovere i primi passi nel mondo del calcio nelle Rhondda & District League, campionati minori gallesi. Alla fine degli anni '90 Brian Flynn lo ingaggiò al Wrexham, con il quale non collezionò nessuna apparizione ufficiale. Sotto la gestione del tecnico gallese gli venne suggerito di intraprendere la carriera da allenatore. Continuò la sua carriera nei campionati di calcio gallesi, vestendo le maglie di TNS, Rhyl, Bangor City e Porthmadog. Con il Bangor City ha disputato la doppia sfida di Coppa UEFA contro lo Sartid nella stagione 2002-2003.

### Allenatore

#### Swansea City
Il 13 giugno 2019 è stato nominato nuovo allenatore dello Swansea City, con cui ha firmato un contratto triennale; la sua prima partita è stata una vittoria per 2-1 contro l'Hull City al Liberty Stadium grazie ai gol di Borja Bastón e Mike van der Hoorn. Cooper è stato nominato miglior allenatore del mese di agosto dopo l'imbattibilità iniziale dello Swansea, che ha visto la squadra salire in testa alla classifica con sedici punti su diciotto; questo è stato il miglior inizio di stagione nella storia degli Swans dopo circa quarant'anni. In seguito allo scoppio della pandemia di COVID-19 il 17 marzo 2020, il campionato è stato sospeso a tempo indeterminato con la squadra a tre punti dai play-off; la stagione è ripresa il 20 giugno e all'ultima giornata lo Swansea ha battuto il Reading per 4-1 piazzandosi al sesto posto in classifica e qualificandosi così ai play-off, dove però è stato eliminato dal Brentford in semifinale con un punteggio globale di 2-3.
Nella sua seconda stagione, Cooper ha condotto nuovamente lo Swansea ai play-off grazie al quarto posto in classifica, nonostante le critiche per il suo stile di gioco ritenuto poco offensivo. Dopo aver superato il Barnsley in semifinale, gli Swans sono stati sconfitti in finale nuovamente dal Brentford; al termine dell'annata, Cooper ha lasciato il club in accordo con la dirigenza.

#### Nottingham Forest
Il 21 settembre 2021 Cooper è stato nominato nuovo allenatore del Nottingham Forest, sostituendo l'esonerato Chris Hughton, con la squadra ferma al terz'ultimo posto in classifica. Dopo l'arrivo del gallese, i Reds si sono resi protagonisti di una grande cavalcata che li ha portati a chiudere il campionato al quarto posto e qualificarsi quindi ai play-off; qui il Nottingham Forest ha eliminato lo Sheffield United in semifinale ai tiri di rigore e ha vinto la finale per 1-0 contro l'Huddersfield Town, tornando così in Premier League dopo ventitré anni di assenza. Dopo un primo anno in Premier, in cui il Nottingham ha raggiunto la salvezza, nella seconda stagione, con la squadra al diciassettesimo posto in campionato, il 19 dicembre 2023 viene esonerato.

#### Leicester City
Il 20 giugno 2024 firma un contratto fino al 30 giugno 2027 con il Leicester City, neo promosso in Premier League, sostituendo Enzo Maresca. Tuttavia il 24 novembre 2024 il tecnico gallese viene sollevato dall'incarico dopo 5 mesi dalla nomina a causa dello scarso rendimento della squadra sotto la sua gestione.

## Statistiche

### Statistiche da allenatore
Statistiche aggiornate al 24 novembre 2024.
| Stagione                 | Squadra                  | Campionato               | Campionato | Campionato | Campionato | Campionato | Coppe nazionali | Coppe nazionali | Coppe nazionali | Coppe nazionali | Coppe nazionali | Coppe continentali | Coppe continentali | Coppe continentali | Coppe continentali | Coppe continentali | Altre coppe | Altre coppe | Altre coppe | Altre coppe | Altre coppe | Totale | Totale | Totale | Totale | % Vittorie | Piazzamento     |
| Stagione                 | Squadra                  | Comp                     | G          | V          | N          | P          | Comp            | G               | V               | N               | P               | Comp               | G                  | V                  | N                  | P                  | Comp        | G           | V           | N           | P           | G      | V      | N      | P      | %          | Piazzamento     |
| ------------------------ | ------------------------ | ------------------------ | ---------- | ---------- | ---------- | ---------- | --------------- | --------------- | --------------- | --------------- | --------------- | ------------------ | ------------------ | ------------------ | ------------------ | ------------------ | ----------- | ----------- | ----------- | ----------- | ----------- | ------ | ------ | ------ | ------ | ---------- | --------------- |
| 2019-2020                | Swansea City             | FLC                      | 46+2       | 18+1       | 16+0       | 12+1       | FACup+CdL       | 1+3             | 0+2             | 0+0             | 1+1             | -                  | -                  | -                  | -                  | -                  | -           | -           | -           | -           | -           | 52     | 21     | 16     | 15     | 40,38      | 6º              |
| 2020-2021                | Swansea City             | FLC                      | 46+3       | 23+1       | 11+1       | 12+1       | FACup+CdL       | 3+1             | 2+0             | 0+0             | 1+1             | -                  | -                  | -                  | -                  | -                  | -           | -           | -           | -           | -           | 53     | 26     | 12     | 15     | 49,06      | 4º              |
| Totale Swansea City      | Totale Swansea City      | Totale Swansea City      | 92+5       | 41+2       | 27+1       | 24+2       |                 | 8               | 4               | 0               | 4               |                    | -                  | -                  | -                  | -                  |             | -           | -           | -           | -           | 105    | 47     | 28     | 30     | 44,76      |                 |
| set. 2021-2022           | Nottingham Forest        | FLC                      | 39+3       | 23+2       | 10+0       | 6+1        | FACup           | 4               | 3               | 0               | 1               | -                  | -                  | -                  | -                  | -                  | -           | -           | -           | -           | -           | 46     | 28     | 10     | 8      | 60,87      | Sub. 4º (prom.) |
| 2022-2023                | Nottingham Forest        | PL                       | 38         | 9          | 11         | 18         | FACup+CdL       | 1+6             | 0+3             | 0+1             | 1+2             | -                  | -                  | -                  | -                  | -                  | -           | -           | -           | -           | -           | 45     | 12     | 12     | 21     | 26,67      | 16°             |
| lug.-dic. 2023           | Nottingham Forest        | PL                       | 17         | 3          | 4          | 10         | FACup+CdL       | 0+1             | 0               | 0               | 0+1             | -                  | -                  | -                  | -                  | -                  | -           | -           | -           | -           | -           | 18     | 3      | 4      | 11     | 16,67      | Eson.           |
| Totale Nottingham Forest | Totale Nottingham Forest | Totale Nottingham Forest | 97         | 37         | 25         | 35         |                 | 12              | 6               | 1               | 5               |                    | -                  | -                  | -                  | -                  |             | -           | -           | -           | -           | 109    | 43     | 26     | 40     | 39,45      |                 |
| lug.-nov. 2024           | Leicester City           | PL                       | 12         | 2          | 4          | 6          | FACup+CdL       | 0+3             | 0+1             | 0+1             | 0+1             | -                  | -                  | -                  | -                  | -                  | -           | -           | -           | -           | -           | 15     | 3      | 5      | 7      | 20,00      | Eson.           |
| Totale carriera          | Totale carriera          | Totale carriera          | 205        | 82         | 56         | 67         |                 | 23              | 11              | 2               | 10              |                    | -                  | -                  | -                  | -                  |             | -           | -           | -           | -           | 228    | 93     | 58     | 77     | 40,79      |                 |

## Palmarès

### Allenatore

#### Nazionale
- Campionato mondiale Under-17: 1

Inghilterra: India 2017